# Asmate unicoloraria
Asmate unicoloraria là một loài bướm đêm trong họ Geometridae.